# أليسون كورتيس
أليسون كورتيس هي موسيقية كندية، ولدت في 1 نوفمبر 1977 في كينغستون في كندا.